# Lipinia cheesmanae
Lipinia cheesmanae är en ödleart som beskrevs av  Parker 1940. Lipinia cheesmanae ingår i släktet Lipinia och familjen skinkar. Inga underarter finns listade i Catalogue of Life.